# Charles Renouvier
Charles-Bernard Renouvier (Montpellier, 1º gennaio 1815 – Prades, 1º settembre 1903) è stato un filosofo francese.
Fu iniziatore e massimo rappresentante del neocriticismo francese e maestro di Octave Hamelin. Fece anche parte della Massoneria.

## Pensiero

### Fenomenologia
Il tema fondamentale della filosofia di Renouvier è dato dall'esigenza di rivendicare la libertà individuale, compromessa dai sistemi sia idealistici, sia positivistici.
Ne deriva una filosofia nella quale campeggiano il finito, il fenomeno e la persona. Renouvier nega ogni opposizione di fenomeno e cosa in sé, e di categorie che organizzano gli oggetti nella conoscenza e di oggetti organizzati, perché considera le categorie come fatti di ordine generale, relazioni tra i fenomeni (relativismo fenomenista).
Si tratta sostanzialmente di un kantismo, risultante da una evidente correzione e semplificazione della dottrina kantiana, perché si pone al di là del dualismo di soggetto conoscente e mondo oggettivo.

### Relazione
La categoria fondamentale di Renouvier è la relazione, di cui le altre sono specificazioni. Tra queste ha rilievo particolare la personalità, che è come la soggettivizzazione della relazione; essa è infatti un centro attivo che mette in relazione i fenomeni, che istituisce nuove serie di relazioni.
Quanto poi alla definizione generale di questo mondo pluralistico e relativistico, essa è per Renouvier una definizione razionale; e tuttavia poggia su una visione morale del mondo, su di una credenza razionale.

### Neocriticismo
Le verità oggettive non sono scindibili dall'atteggiamento della persona, dalla stessa fede del suo destino morale. 
Da queste premesse morali si sviluppano i temi della religione e della filosofia della storia. Renouvier ha una sua teologia, che parla di un dio finito, tale da non incidere sulla libertà della persona.
Nella prima fase della sua filosofia, Renouvier ebbe simpatia per il politeismo. In sostanza la sua teologia nasce dall'esigenza di garantire l'ordine morale del mondo.
Circa la filosofia della storia, Renouvier polemizza contro le filosofie della storia che pretendono di mostrare una necessità degli avvenimenti e scrive un'opera, Uchronie, cioè una storia utopica della civiltà europea diversa da quella realmente accaduta, e a questa superiore nei risultati etico-politici.
In questa «storia apocrifa dello sviluppo della civiltà europea, quale avrebbe potuto essere e non è stata» l'Europa infatti vivrebbe in uno stato di pace e di giustizia sociale; la tolleranza avrebbe preso il posto delle guerre religiose; le libertà e la moralità avrebbero preso il sopravvento sulle tendenze bellicose nazionali e internazionali.

## Opere
- Manuel de philosophie moderne, Paris, Paulin, 1842;
- Manuel de philosophie ancienne, Paris, Paulin, 1844 (2 voll.);
- Manuel républicain de l'homme et du citoyen, Paris, Pagnerre, 1848;
- Essais de critique générale. T. I. Analyse générale de la connaissance. Bornes de la connaissance, Paris, Ladrange, 1854 (2ª ed. 1875);
- Essais de critique générale. T. II. L'homme: la raison, la passion, la liberté, la certitude, la probabilité morale, Paris, Ladrange, 1859 (2ª ed. 1875);
- Essais de critique générale. T. III. Les principes de la nature, Paris, Ladrange, 1864 (2ª ed. 1892);
- Essais de critique générale. T. IV. Introduction à la philosophie analytique de l'histoire:  les idées, les religions, les systèmes, Paris, Ladrange, 1864 (2ª ed. 1896);
- Science de la morale, Paris, Ladrange, 1869;
- L'Année philosophique: études critiques sur le mouvement des idées générales dans les divers ordres de connaissances, Paris, Baillière, 1868 e 1869 (2 voll.);
- Essais de critique générale. T. I. Traité de logique générale et de logique formelle, Paris, Au bureau de la Critique philosophique, 1875 (2ª ed.);
- Essais de critique générale. T II. Traité de psychologie rationnelle d'après les principes du criticisme, Paris, Au bureau de la Critique philosophique, 1875 (2ª ed.);
- Uchronie. Utopie dans l'Histoire:  esquisse historique apocryphe du développement de la civilisation européenne tel qu'il n'a pas été, tel qu'il aurait pu être, Paris, Au Bureau de la Critique philosophique, 1876;
- Petit traité de morale à l'usage des Écoles Primaires laïques (1882);
- Esquisse d'une classification systématique des doctrines philosophiques, Paris, Au bureau de la Critique philosophique, 1885-1886 (2 voll.);
- Essais de critique générale. T. III. Les principes de la nature, Paris, Alcan, 1892 (2ª ed.);
- Victor Hugo: Le Poète, Paris, Colin, 1893;
- Essais de critique générale. T. IV. La philosophie analytique de l'histoire: les idées, les religions, les systèmes, Paris, Leroux, 1896-1897;
- La Nouvelle Monadologie (con Louis Prat), Paris, Colin, 1899;
- Victor Hugo : Le Philosophe, Paris, Colin, 1900;
- Histoire et solution des problèmes métaphysiques, Paris, Alcan, 1901;
- Les Dilemmes de la métaphysique pure, Paris, Alcan, 1901;
- Le personallisme, suivi d'une Etude sur la perception externe et sur la force, Paris, Alcan, 1903;
- Les derniers entretiens, Paris, Colin, 1904;
- Critique de la doctrine de Kant, Paris, Alcan, 1906;
- Correspondance avec Ch. Secrétan, Paris, Colin, 1910;
- Essais de critique générale (T. I, II, III, IV), Paris, Colin, 1912.

## Traduzioni
- Psychologie de Hume. Traité de la nature humaine, livre premier ou de l'entendement (con F. Pillon), Paris, Au bureau de la Critique philosophique, 1878;
- G. Berkeley, Les principes de la connaissance humaine, Paris, Colin, 1920.